# Les Derniers Jours de Charles Baudelaire
Les Derniers Jours de Charles Baudelaire est un roman de Bernard-Henri Lévy paru le 7 septembre 1988 aux éditions Grasset et ayant reçu le prix Interallié la même année.

## Historique
Le roman est en lice pour le prix Goncourt mais s'incline le 14 novembre 1988, au sixième tour de scrutin, par quatre voix contre cinq à L'Exposition coloniale d'Erik Orsenna et une à La Gare de Wannsee de François-Olivier Rousseau. Il reçoit quelques jours plus tard le prix Interallié.

## Résumé
En avril 1864, Charles Baudelaire s’exile en Belgique, plutôt que de rester en France, après la condamnation de son ouvrage Les Fleurs du mal pour  « outrage à la morale publique et aux bonnes mœurs ».
Il s’installe à Bruxelles en espérant y trouver un accueil favorable. Mais le public l’ignore en Belgique. Les conférences qu’il y donne n’obtiennent aucun succès. Il y vit misérablement.
Lors d'une visite à l'église Saint-Loup de Namur, le 15 mars 1866, Baudelaire est victime d’une attaque cérébrale dont il se remet assez vite, mais qui n’augure rien de bon. Il souffre en effet, depuis des années, d’une syphilis qui provoque des troubles inquiétants. 
Quelques semaines plus tard, alors qu’on l'a ramené à Bruxelles, il est frappé par une seconde attaque, cette fois-ci plus grave, qui le rend hémiplégique, c’est-à-dire paralysé du côté droit. 
Enfin, peu de temps après, une troisième attaque le frappe plus durement encore. Affecté par une forme sévère d’aphasie globale, il perd l’usage de la parole, il n’est plus capable de lire, ni d’écrire.  Terriblement diminué, il est ramené à Paris où il meurt le 31 août 1867. 
« Qu’est-ce qui se passe dans la tête d’un écrivain en train de mourir, à quoi pense-t-il, que revoit-il, quels sont ses projets et ses secrets ? », se demande Bernard-Henri Lévy. Il s’agit pour lui de restituer l’agonie tout à fait particulière de l’auteur des Fleurs du mal et en même temps de revisiter les grands thèmes de l’œuvre de Baudelaire à travers une trame proprement romanesque qui apparente son livre à une sorte de thriller.

## Accueil
Le livre sort en librairie le 7 septembre 1988, généralement bien accueilli par la presse et le public. 
« Lévy a réussi ce dont rêvent tous les écrivains : plonger ici et réapparaître ailleurs – là où personne ne l’attendait », constate François Nourissier dans Le Figaro.
« En racontant la vie et la mort de Baudelaire, Bernard-Henri Lévy interroge jusqu’au vertige les chemins de la création », selon Marc Lambron dans Le Point.
« Au terme du livre », note Jérôme Garcin, « c’est Baudelaire qui est réapparu, en chair et en os, en cœur et en âme, un Baudelaire singulier (obsédé par exemple par son père, prêtre défroqué), mais étonnamment juste. […] Si l’émotion est au rendez-vous, elle ne vient pas des fioritures de style, ni d’un lyrisme de pacotille, mais de cette prose raide, sèche, brutale qui, on le sait, cache les vrais tremblements de l’homme ».
« Le secret de BHL ? Quatre ans de travail. Deux ans de rumination, de recherche. Deux ans d’écriture afin de purger la phrase de ses vains élans… », pour Frédéric Ferney dans Le Figaro.
« N’ayons pas peur des mots : nous tenons le grand écrivain qui nous manquait et qui s’accrochant aux rêves, après avoir eu la rigueur du philosophe, sera pour la fin de ce siècle et le début de l’autre l’égal des Mauriac ou des Aragon. Bernard-Henri Lévy a écrit avec Les Derniers jours de Charles Baudelaire un des grands romans d’aujourd’hui », estime Michel Caffier dans L’Est républicain.
« BHL nous entraîne à sa suite dans une aventure de la pensée qui captive au point que l’on ne peut lâcher son livre », signale Jacques De Decker, dans Le Soir, en soulignant : « BHL n’est pas de ceux qui croient qu’il faut déconstruire pour rendre compte d’une déconstruction ; la dignité de sa démarche réside, justement, dans le contraire : sa confiance dans le pouvoir et la rigueur de l’esprit qu’il sait capable d’affronter les abîmes ».
« Aucune étude baudelairienne ne pourra négliger ce livre de BHL. Il nous apporte cent sujets de réflexion sur les relations de l’art et de la vie », selon Nicole Casanova dans Le Quotidien de Paris.
« Inutile de chipoter : c’est complètement réussi » pour Gilles Martin-Chauffier dans Paris Match.
« Les Derniers jours de Charles Baudelaire est un livre très construit, à plusieurs voix, autour d’un narrateur qui ne se dévoilera – partiellement – qu’à la fin, et qui décrit minutieusement le lent glissement de Baudelaire vers la déraison et l’aphasie », note Josyane Savigneau dans  Le Monde. Elle précise : « Si vous entendez dire que ce livre est sans intérêt, soyez certains que vous avez affaire à des malveillants ou à des incultes (la conjugaison des deux n’étant pas exclue) ».

## Éditions
- Les Derniers Jours de Charles Baudelaire, éditions Grasset, 1988  (ISBN 2246401712)[13].